# Соляний промисел Вовер
Соляний промисел Вовер (Vauvert) – потужний гірничодобувний майданчик на південному сході Франції, що здійснює видобуток хлориду натрію. 
В 1962 році під час буріння розвідувальної свердловини на нафту в районі за два десятки кілометрів на захід від Арля на глибині 2500 метрів виявили великі поклади кам’яної солі. Враховуючи, що вони мали низький вміст домішок, шкідливих для електролізного процесу (наприклад, магнію), це давало гарні можливості для забезпечення сировиною електролізних виробництв в потужному індустріальному регіоні на північний захід від Марселю – в Лавері (діяло ще з 1963-го) та Фос-сюр-Мер (запущене в 1976-му).  
Робота копальні Вовер почалась в 1973 році. Видобуток хлориду натрію здійснюють за допомогою підземного розчинення покладів солі, для чого використовують парні свердловини, розміщені одна від одної на відстані лише 9 метрів – по одній з них воду, отриману зі зрошувального каналу Нижньої Рони, закачуть в поклад під тиском 9 МПа, тоді як по іншій виходить насичений розсол.
Видача продукції відбувається через розсолопровід Вовер – Фос-сюр-Мер – Лавера.
Станом на другу половину 2010-х потужність копальні Вовер становила 1,1 млн тонн хлориду натрію на рік. Також відомо, що з початку роботи та по 2013 рік промисел видав 30 млн тонн солі. В той же час, станом на 2003-й залишкові запаси родовища оцінювали у 47 млн тонн.
Діяльність майданчику перші кілька десятиліть була пов’язана з лідерами французького нафтогазового (та нафтохімічного) сектору. Проект спорудження копальні реалізувала компанія Aquitaine Total Organico, що була створена в 1971-му на паритетних засадах Aquitaine (з 1976-го після злиття з Elf-ERAP стала Elf-Aquitaine) і Total, а в 1973-му перейменована на ATO Chimie. В 1980-му майданчик опинився під контролем іншого спільного підприємства Elf-Aquitaine і Total – Chloé Chimie, що сконцентрувало активи, пов’язані з хлором та етиленом (в цій компанії Elf-Aquitaine і Total мали по 40%, тоді як ще 20% отримала група Rhône Poulenc в обмін на свій хімічний бізнес). В 1983-му Total продала Elf Aquitaine свою частку в Chloé Chimie, після чого Elf Aquitaine створила компанію Atochem (остання отримала активи не лише Chloé Chimie, але й ATO Chimie та Produits Chimiques Ugine Kuhlmann). В 1992-му компанія була перейменована на Elf Atochem, а з 2000-го (невдовзі після входження  Elf-Aquitaine у склад Total) отримала назву Atofina. В 2004-му Total створила на основі Atofina іншу структуру – Arkema. 
Нарешті, в 2012-му копальня вперше опинилась поза контролем нафтогазових гігантів, коли цього року Arkema продала свій бізнес з виробництва вінілхлориду компанії Kem One, що належала Klesch Group. В 2014-му на тлі кризових процесів у капітал Kem One увійшов французький підприємець Alain de Krassny, що станом на 2015-й сконцентрував 90% частку Kem One. В 2021-му De Krassny GmbH продала свої акції інвестиційному фонду Apollo Funds.